# Voie romaine littorale
La voie romaine littorale (dite Camin arriaou ou Luouade en gascon) est une voie romaine qui reliait Bordeaux à Dax en passant par le pays de Born. Elle constitue la portion landaise de la voie romaine Bordeaux-Astorga.

## Présentation
Disparu aujourd'hui, cet axe de communication antique est connu par des prospections aériennes et sur le terrain, mais surtout grâce à sa mention dans l’Itinéraire d'Antonin, texte antique daté du IIIe siècle apr. J.-C.
Des photographies aériennes du département des Landes permettent de retrouver son emplacement, les anomalies de teintes rendant la voie visible, surtout dans les coupes rases où l’on repère son tracé rectiligne. La prospection sur le terrain montre que la voie, sur cette portion, est installée sur une zone surélevée d’une largeur d’environ 20 mètres. Elle est constituée par un remblai bombé et par deux fossés latéraux souvent comblés et à peine visibles.

## Contexte
Un réseau de chemins primitifs existait déjà pendant la Protohistoire comme celui qui reliait entre elles les petites agglomérations du bassin d’Arcachon au Sud du Pays de Born. Le conquérant romain transforma et structura ces pistes en grands axes de communication.
On ne dispose que de données restreintes sur le tracé des chemins landais antérieurs à la conquête romaine. Comme souvent, ces itinéraires primitifs d’origine protohistorique évitaient soigneusement les régions marécageuses et le franchissement des cours d’eau. Un premier ensemble de sentiers, étroitement lié aux impératifs économiques (transhumance et négoce notamment) s’est donc constitué.
Plus tard, lors de la conquête romaine, une des préoccupations du conquérant est de doter les nouveaux territoires d’un réseau routier cohérent et pratique pour permettre les déplacements rapides des légions jusque dans les contrées les plus reculées et faciliter la circulation des marchandises et des hommes.

## Itinéraire
Le camin arriaou s'articule sur le camin bougés à La Mothe, place forte historique du pays de Buch. 
Le chemin franchit l'Eyre puis s'oriente au sud-ouest en ligne droite vers Sanguinet, où se trouvait l'ancienne Losa de l'itinéraire d'Antonin. 
Puis il s’infléchit en direction de Biscarrosse qu'il longe par l'est avant de se perdre dans le lac de Biscarrosse et de Parentis. Il est en effet aujourd'hui submergé par le recul des lacs côtiers, repoussés par le cordon dunaire.
Une nouvelle inflexion oriente la voie en direction de la station antique de Segosa, située sur l’emplacement actuel de la commune de Saint-Paul-en-Born. 
Le chemin rejoint ensuite Mosconum puis Civitas Aquensium (Dax).

## Recherches
Un programme international appelé De Hispania in Aquitania : itinéraires et chemins d'Espagne et d'Aquitaine sous l'Empire romain est mené par l'Institut Ausonius de l'Université de Bordeaux 3.

## Musées
- Musée archéologique municipal de Sanguinet